# Esposizione universale di Parigi (1889)
L'Esposizione universale del 1889, si tenne in Francia, a Parigi, dal 6 maggio al 31 ottobre. La sede era il Campo di Marte, vicino alla Senna. L'evento è ricordato in particolare per la costruzione della Torre Eiffel, posizionata all'entrata della zona espositiva, dopo il Ponte di Iena.

## Storia
L'esposizione cadeva nel centenario della Rivoluzione francese e della presa della Bastiglia, ma anche nel diciottesimo anniversario della Terza Repubblica. La commissione organizzatrice decise di finanziare l'evento (costato in totale 41,5 milioni di franchi rispetto ai 43 previsti) con fondi statali e cittadini e con l'aiuto della Banking House Crédit Foncier de France, oltre che con una lotteria. Adolphe Alphand fu il direttore generale dei lavori, Charles Garnier - già progettista dell'Opera di Parigi - era consigliere dell'architettura mentre Charles Vigreux si occupò dei servizi meccanici ed elettrici. Questo fu infatti uno dei primi eventi in cui si sperimentò l'uso dell'energia elettrica su vasta scala come fonte di energia alternativa al vapore.

## Descrizione

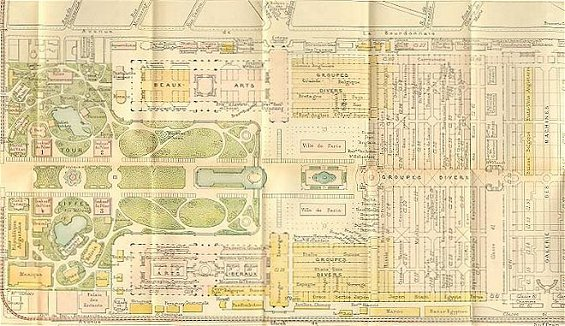
Planimetria del sito espositivo

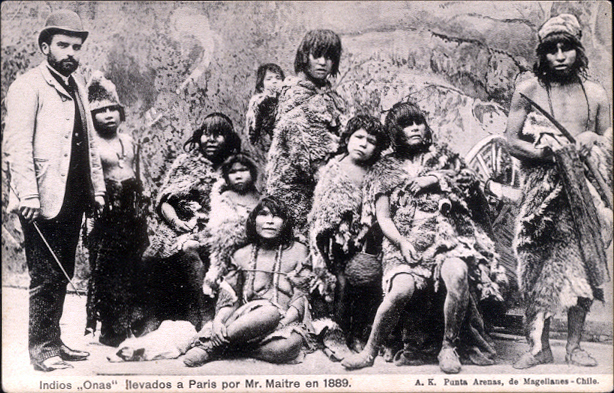
Nativi della Terra del Fuoco (Patagonia argentina), portati a Parigi dall'imprenditore baleniere belga Maurice Maître per la mostra.

Oltre alla Torre Eiffel, che subì lievi ritardi dovuti allo sciopero di alcuni operai che ritenevano il salario troppo basso comparato con i rischi di quel lavoro, furono costruite diverse strutture per l'Expo, tra cui il Grand Dôme Central di Joseph Bouvard, dedicato alla esposizione di gioielli, profumi e tessuti, la Galerie des Machines, una ricostruzione della Bastiglia, un giardino zoologico e la ricostruzione di un villaggio africano con centinaia di uomini di colore.
Per la durata dell'esposizione e per agevolare la visita delle strutture venne anche costruita una linea ferroviaria provvisoria di 3 chilometri di lunghezza.